# Niederotterbach
Niederotterbach település Németországban, Rajna-vidék-Pfalz tartományban. Lakosainak száma 352 fő (2023. december 31.).

## Népesség
A település népességének változása:
| Lakosok száma | 246  | 317  | 336  | 339  | 346  | 352  |
|               | 1975 | 2017 | 2019 | 2021 | 2022 | 2023 |